# Cour des Fabriques
La cour des Fabriques est une voie du 11e arrondissement de Paris, en France.

## Situation et accès
La cour des Fabriques est une voie située dans le 11e arrondissement de Paris. Elle débute au 70, rue Jean-Pierre-Timbaud et se termine en impasse.

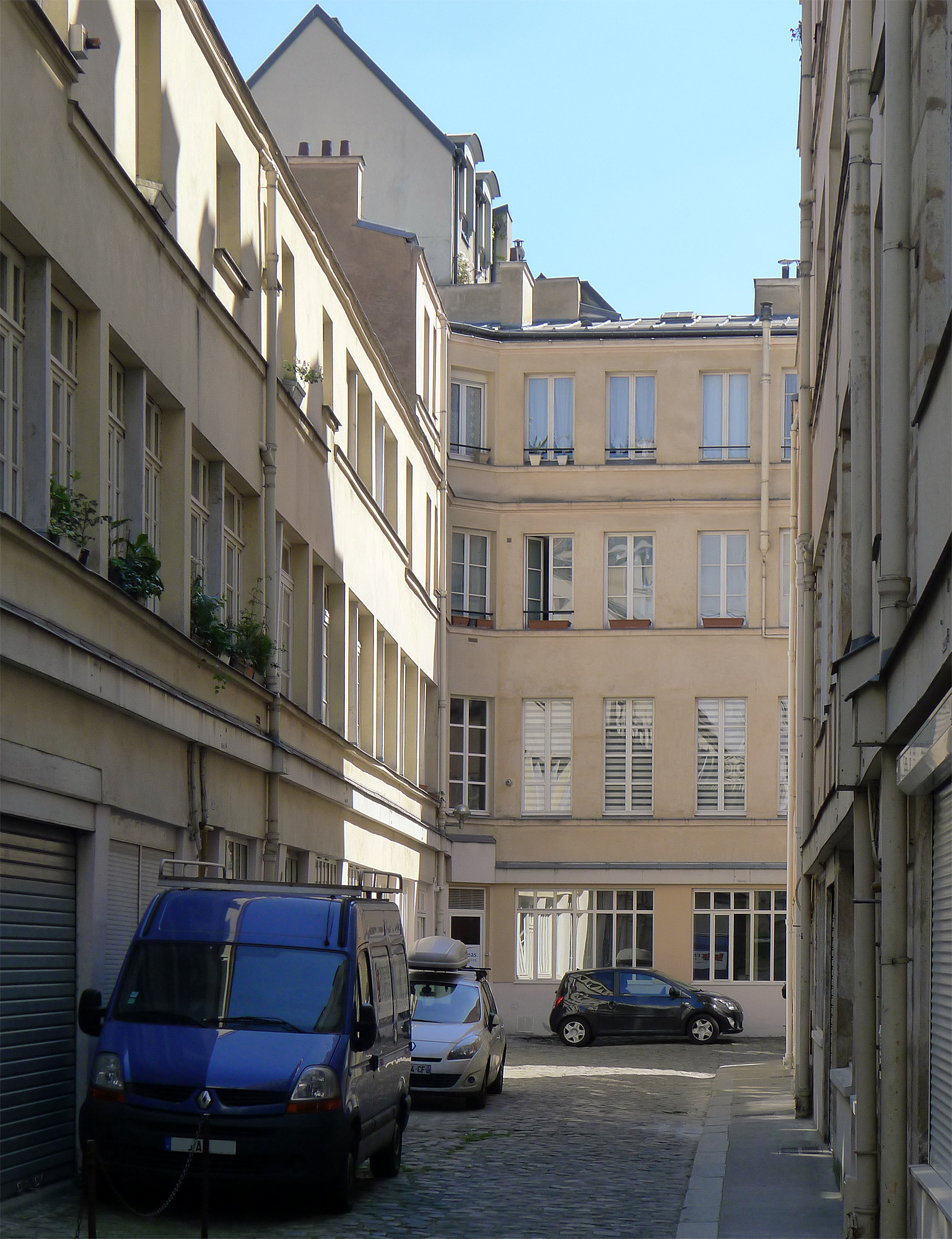
L'extrémité de la première partie de la voie.
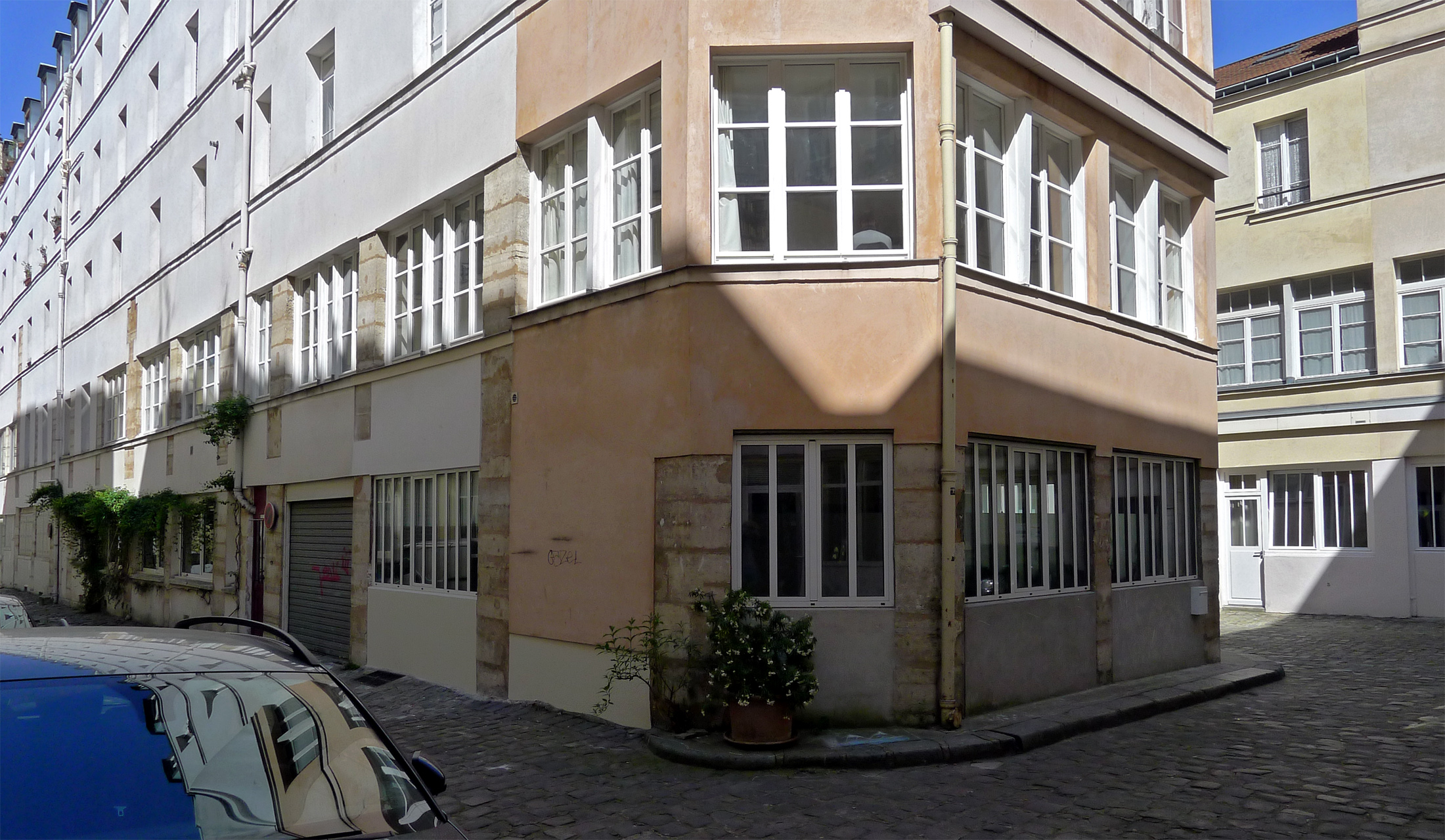
Le retour à 180°.
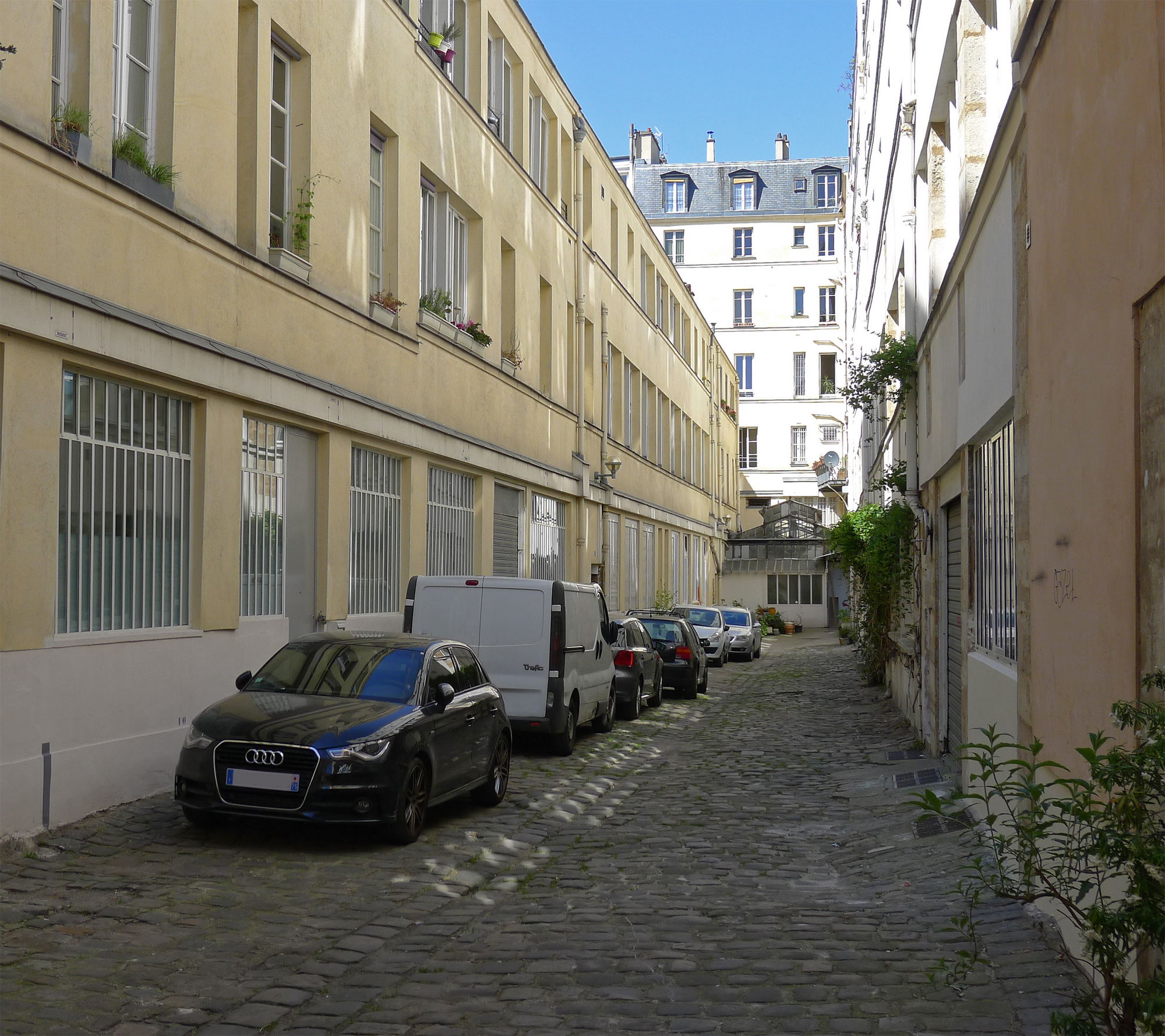
Le fond de l'impasse.

## Origine du nom
Cette voie était initialement située dans un quartier industriel, qu'on appelait autrefois « des Fabriques », c'est-à-dire de petits établissements où l'on confectionnait divers objets.